# Rathaus Meißen

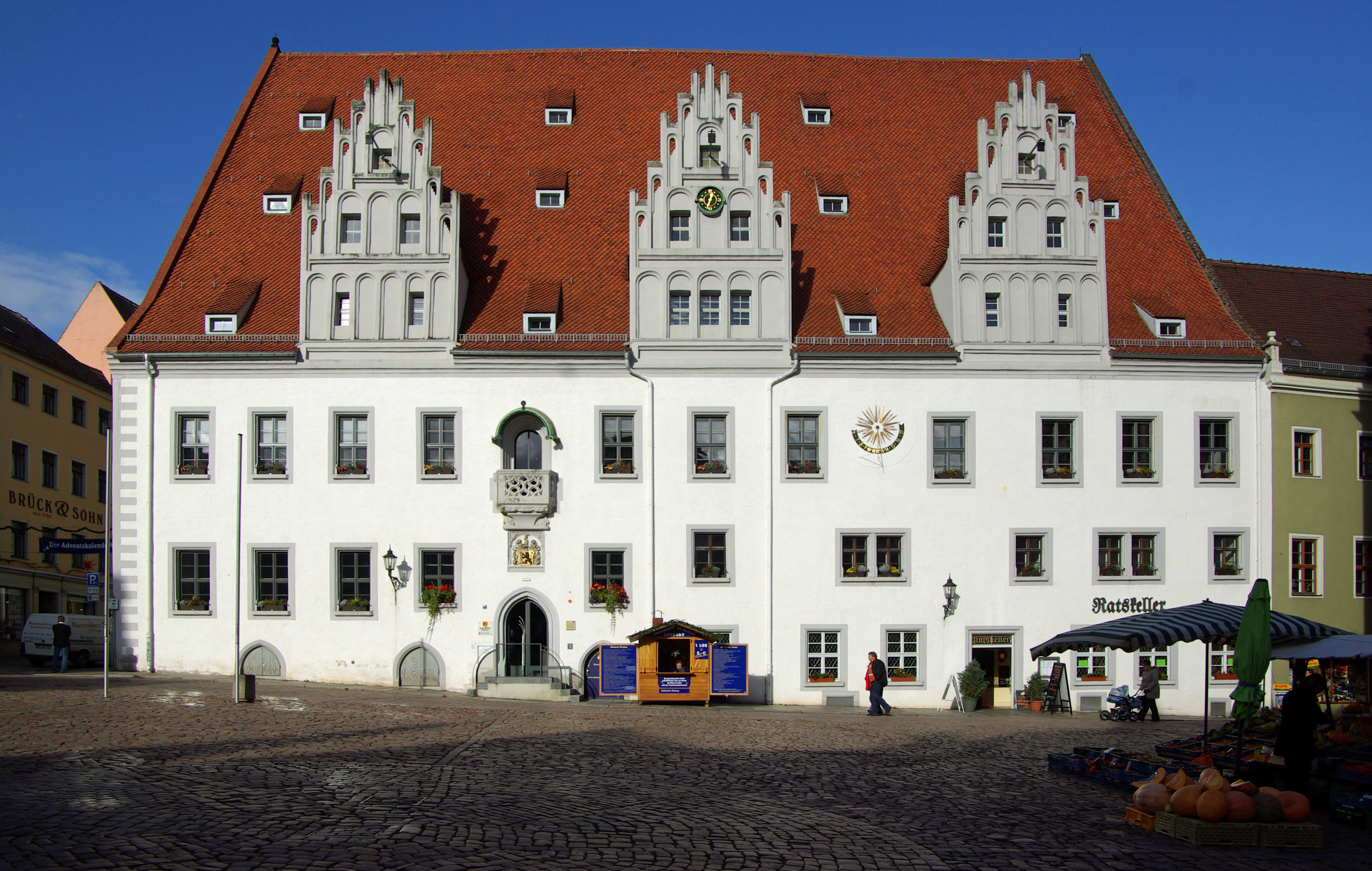
Rathaus Meißen

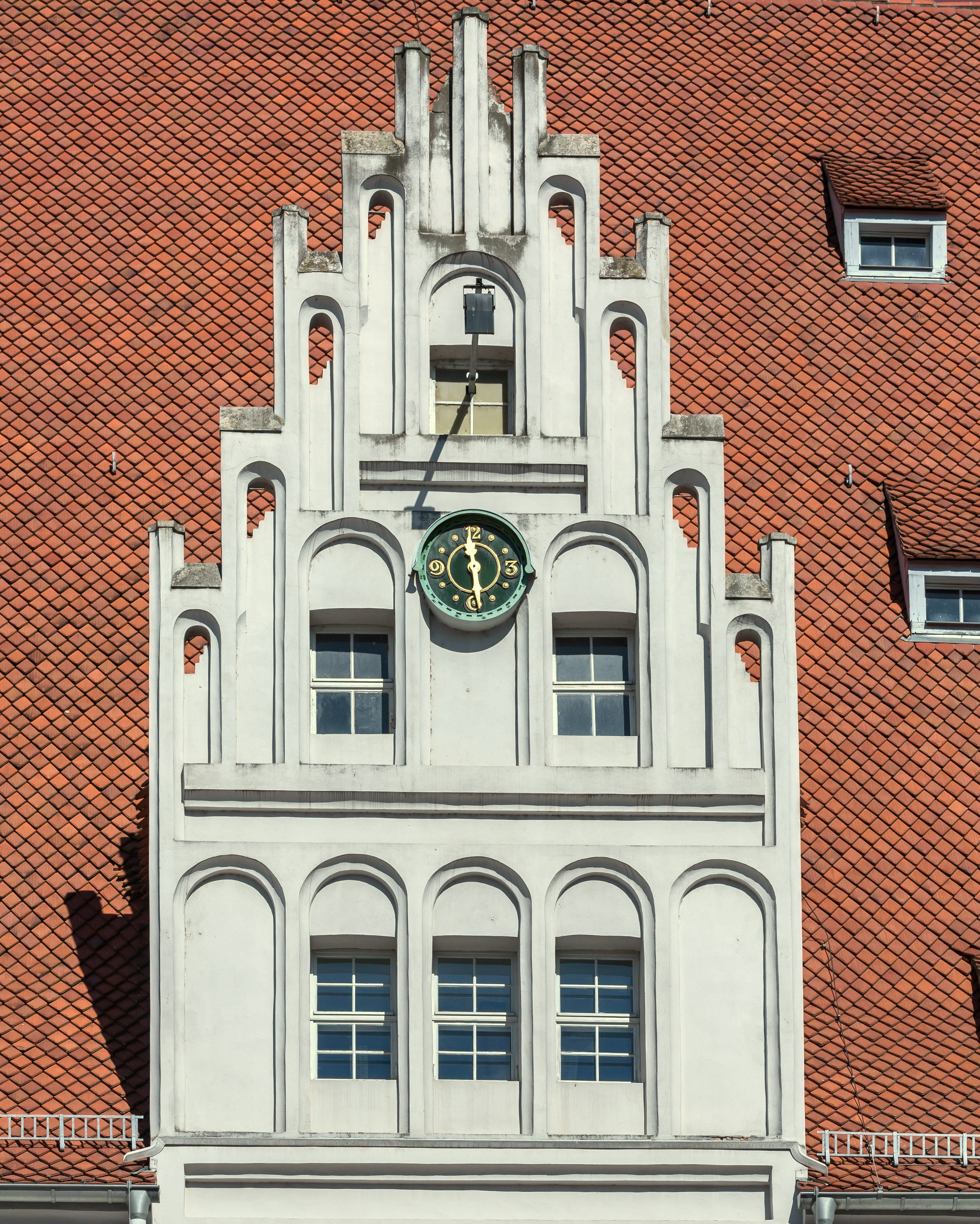
Zwerchgiebel

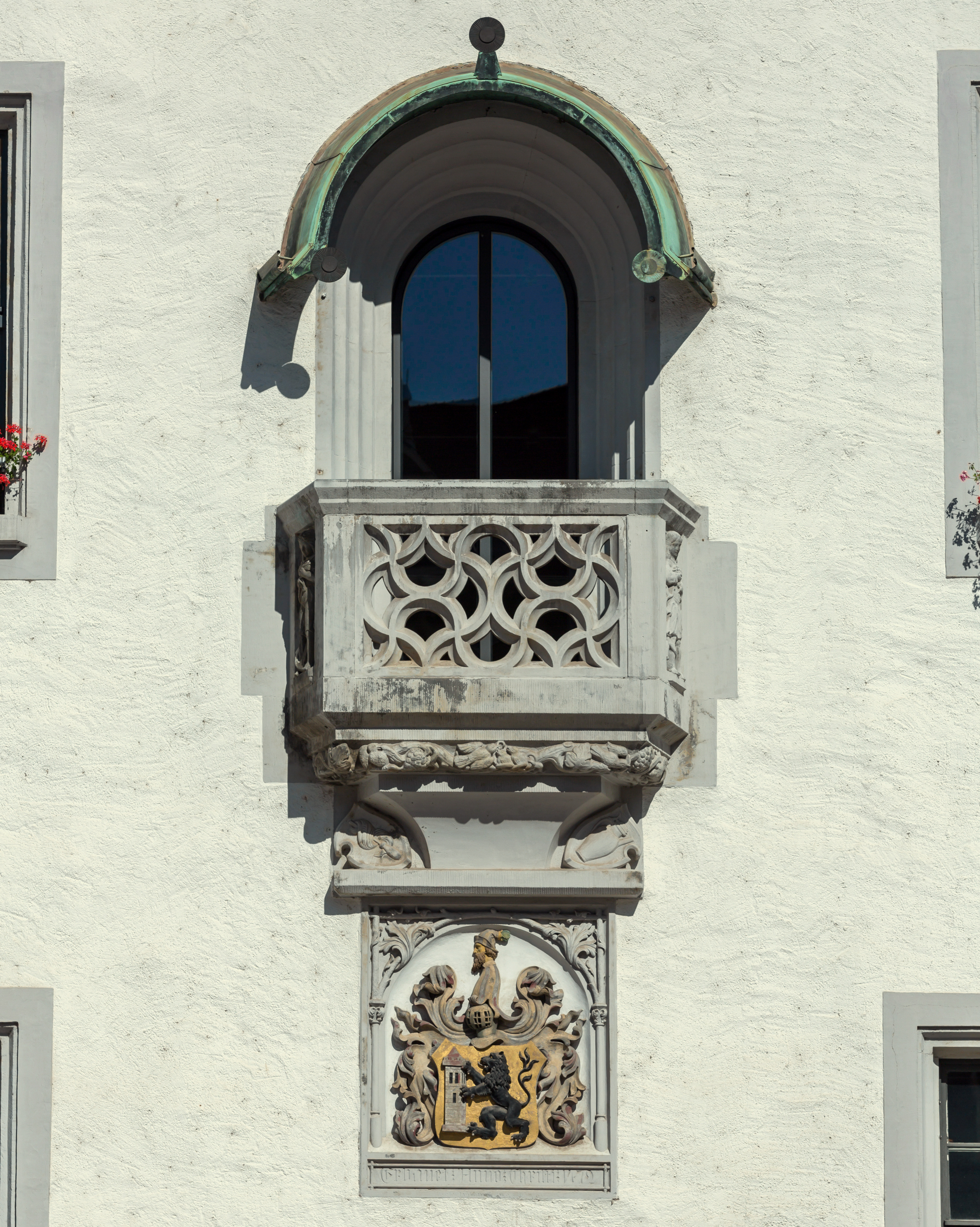
Wappen (1865), Balkon (1910)

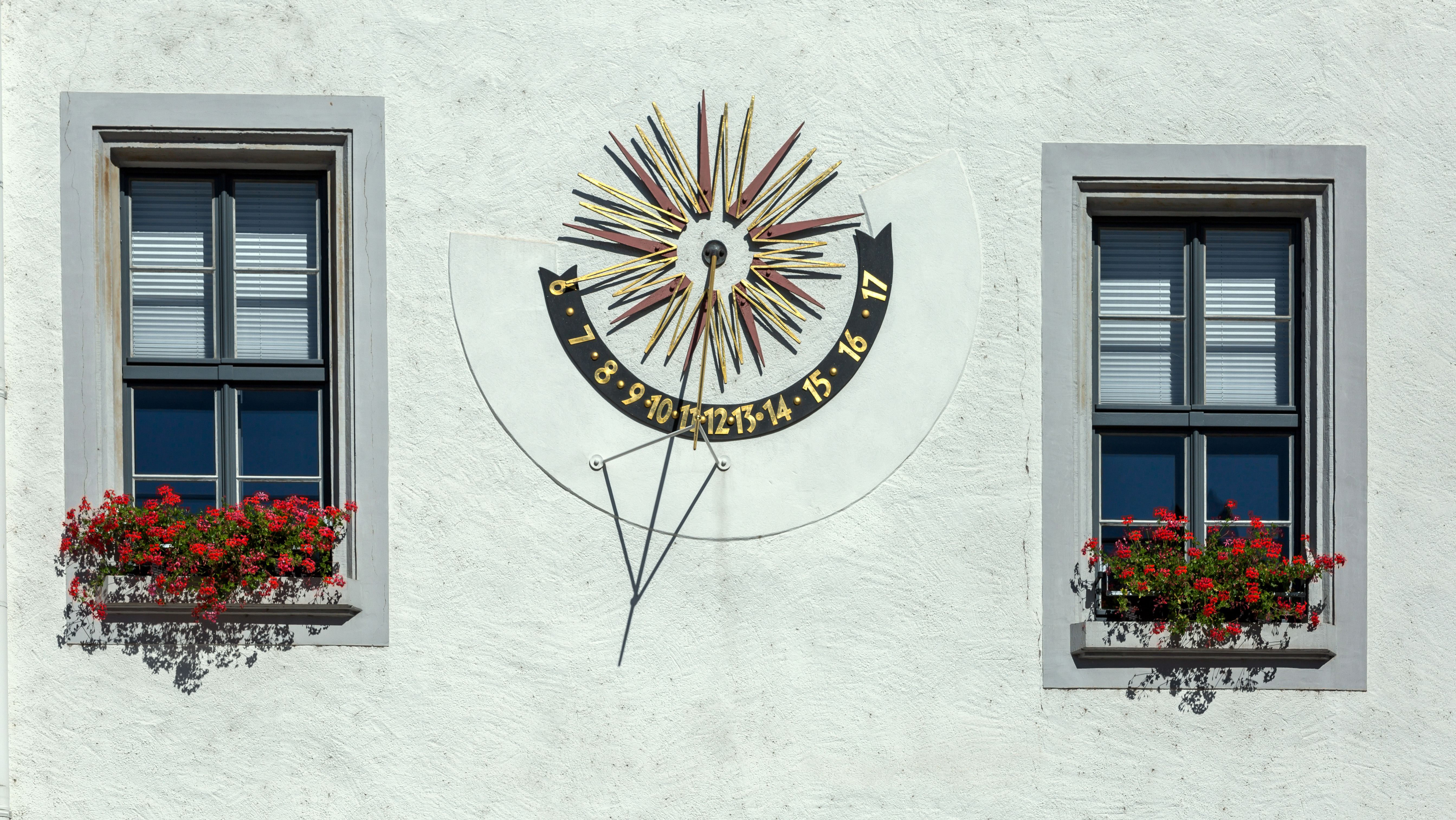
Sonnenuhr (1969)

Das Rathaus Meißen ist ein spätgotisches Gebäude am Marktplatz der Stadt Meißen in Sachsen. Es ist der Hauptsitz der Stadtverwaltung und der einzige bürgerliche Profanbau, der sich im Stadtbild neben den Kirchengebäuden der Altstadt von Meißen behaupten kann.

## Geschichte und Architektur
Das Rathaus in Meißen wurde im Wesentlichen in den Jahren 1472–1480 unter dem Einfluss von Arnold von Westfalen errichtet. In den Jahren 1726 und 1865 erfolgten Umbauten, im Jahr 1910 Erneuerungen der Fassaden durch den Dresdener Architekten Alexander Hohrath mit dem Ziel der Rückführung auf den ursprünglichen Zustand, wobei der Balkon angefügt wurde. Nach 1995 wurde eine weitere umfangreiche Instandsetzung des Bauwerks einschließlich Dacheindeckung vorgenommen, die infolge des Elbhochwassers im Jahr 2002 unterbrochen und erst 2010 abgeschlossen wurde.

### Äußeres
Das Bauwerk ist ein verputzter Bruchsteinbau mit Backsteingiebeln und Gewänden aus Sandstein, der auf einem leicht unregelmäßig rechteckigen Grundriss erbaut ist. Ein steiles Satteldach mit Blendgiebeln an den Schmalseiten und mit drei gleichmäßigen Zwerchhäusern zur Marktseite hin schließt das Bauwerk ab. Das spitzbogige Hauptportal aus der Zeit um 1470 ist mit Rundstäben und Kehlen verziert. Darüber ist das vollplastisch in Sandstein gearbeitete Stadtwappen, geschaffen 1865 von C. P. Krondl, angeordnet. Das rechteckige Nebenportal aus der Zeit um 1470 mit einer einfachen Schräge im Gewände führte früher in die Brotbänke, heute in den Ratskeller. An der Hauptfassade ist eine Sonnenuhr von 1969 angebracht.

### Inneres
Der Keller ist mit Tonnen- und Zellengewölben abgeschlossen. Der Ratssaal im Hauptgeschoss zeigt einen für die Entstehungszeit ungewöhnlich großen Versammlungsraum, der mit einer auf drei Steinsäulen mit darauf liegendem Sattelholz abgestützten Balkendecke vom Ende des 15. Jahrhunderts abgeschlossen wird.
Die Ratsstube ist mit einer profilierten und gespundeten Bretterdecke auf zwei profilierten Trägern ohne Schiffchen gedeckt. An der Ostwand sind eine rechteckige gotische Tür mit Rundstäben und daneben ein Wandschrank angeordnet. Der letztere ist von einem Profil aus doppelten Hohlkehlen eingefasst und mit einer eisenbeschlagenen Tür mit dreieckigen Vorlegeschlössern aus der Zeit um 1480 versehen. Im Steinernen Kämmerlein mit Zellengewölben sind zwei Wandschränke mit schlichten Pilastern und Renaissancekapitellen aus der Zeit um 1560 zu finden.
Der Dachstuhl ist in fünf Geschosse unterteilt, die als Rüstboden und zur Aufnahme von Getreide und Vorräten vorgesehen waren.

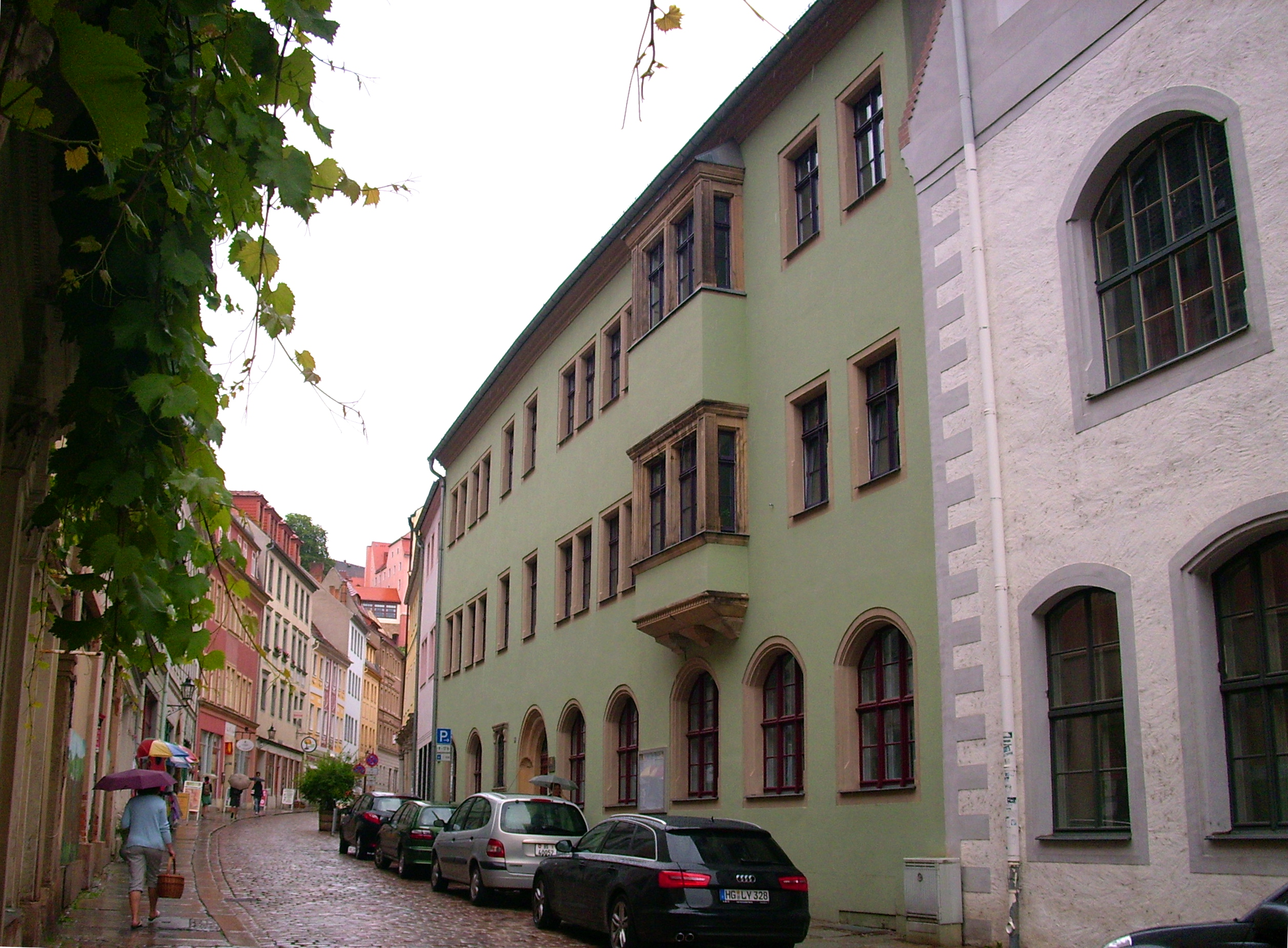
Haus Burgstraße 32

## Umgebung
Zum Rathaus gehören die Gebäude Burgstraße 31 und 32. Das Haus Nr. 31 ist ein ehemaliges Wohnhaus, das seit 1911 von der Stadtverwaltung genutzt wird. Dieses Renaissancebauwerk von 1550 zeigt Fenster im ersten Obergeschoss mit typischen Profilen, ein zweites, 1804 aufgesetztes Obergeschoss und ein traufständiges Satteldach. Im Erdgeschoss sind ehemals mit Stuckverzierungen versehene Gewölbe mit Stichkappen erhalten. Die Brandmauerbögen ruhen auf zierlichen Renaissancekonsolsteinen; im vorderen Bereich befindet sich eine profilierte Renaissancebalkendecke.
Das Haus Nr. 32 ist ein massiver, dreigeschossiger, langgestreckter Renaissancebau aus dem 16. Jahrhundert; es ist mit einem zweigeschossigen Erker und einem traufständigen Satteldach versehen. Die schlichte Fassade ist durch breite Rundbogenfenster gekennzeichnet. Bemerkenswert ist das netzartige Kreuzkappengewölbe im Erdgeschoss, das in Putz ausgeführte Grate aufweist.